# 大花岭南站
大花岭南站是一个京广铁路大花岭南支线上的铁路车站，位于湖北省武汉市江夏区纸坊街道，现办理整车及集装箱业务，不办理散堆装发到、不办理罐车装运货物发到。

## 概述
本站作为武黄城际铁路工程中一部分，即大花岭物流基地而建造，开通于2019年6月11日。车站开通后，拥有每年30万辆小汽车和每年500列中欧集装箱班列的运输能力。另外车站还在2019年第七届世界军人运动会前后担任了比赛物资的运输任务。